# Domaine (biologie)
Pour les articles homonymes, voir Domaine.
En classifications biologiques, le domaine (néolatinisé en dominium) est le premier niveau de rang, au-dessus des règnes.

## Historique
Le terme domaine a été introduit pour discuter de la classification du monde vivant selon un modèle divisant celui-ci en trois grands groupes supposés monophylétiques. Bien que pratique, le modèle à trois domaines est critiquable puisqu'au moins l'un d'entre eux n'est pas monophylétique. Par ailleurs, certains taxonomistes lui préfèrent, au nom de l'antériorité, le terme vieilli d'empire.

## Le modèle à trois domaines

Une illustration plus réaliste des liens entre les 3 domaines avec les transferts horizontaux de gènes, les endosymbioses et l'embranchement des Eukaryota chez des Archaea paraphylétiques.

La classification de Carl Woese et al. (1977, 1990),, distingue trois domaines présumés monophylétiques  :
1. le domaine Bacteria (ou Eubacteria) ;
2. le domaine Archaea (ou Archaebacteria) ;
3. et le domaine Eukaryota (ou Eucarya).

Ces taxons, s'ils possèdent un héritage génétique commun (les gènes impliqués dans le métabolisme général des cellules eucaryotes sont d’origine bactérienne, tandis que ceux liés aux processus de réplication et de réparation de l'ADN ainsi que de la traduction génétique sont d'origine archéenne), comportent en effet des différences fondamentales dans leurs génomes ou leur morphologie.
Les unicontes et bicontes sont des sous-domaines des Eucaryotes.

### Variantes
D'autres modèles ont été proposés, parmi lesquels :
- modèle à deux empires : Procaryotes (ou Monères) et Eucaryotes[7],[8].
- modèle à six règnes : Archaebacteria ou Archaea, Eubacteria ou Bacteria,  Protista, Fungi, Animalia et Plantae[9],[10],[11].

### Critiques

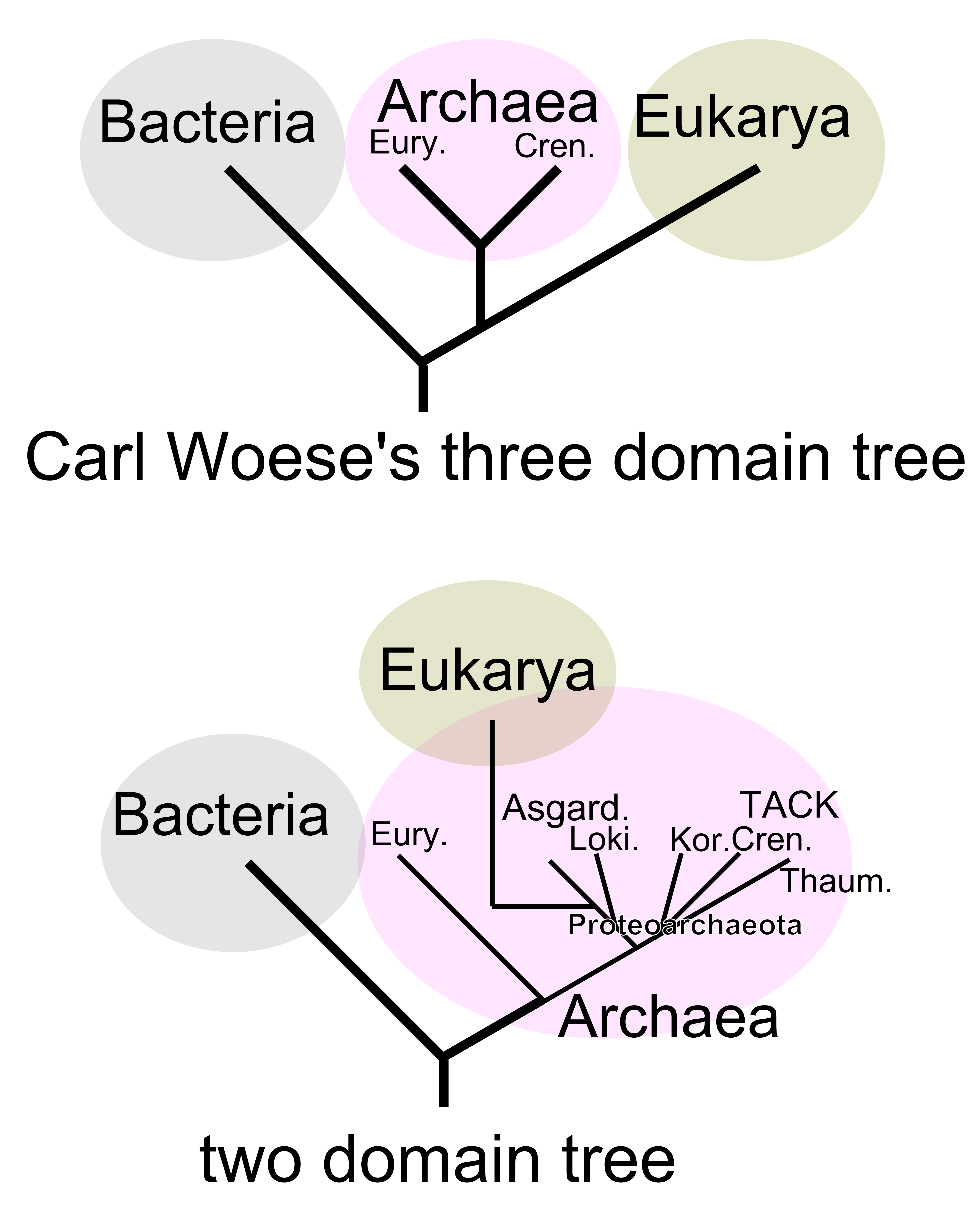
Modèle des trois domaines et hypothèse éocyte (modèle des deux domaines).

Le modèle à trois domaines permet une vision synthétique dans une optique évolutionniste mais ne correspond pas exactement à la phylogénie du vivant.
Pour les systématiciens phylogénétiques, le modèle à trois domaines est mis en défaut s'il se confirme que les eucaryotes émergent parmi les archées d'Asgård. Les archées dans leur ensemble ne constituent donc pas le groupe frère des eucaryotes et les archées seuls (sans les eucaryotes) constituent un groupe paraphylétique, les Neomura selon Thomas Cavalier-Smith. Or, la classification phylogénétique ne reconnaît que des clades (monophylétiques). La découverte des archées d'Asgård en 2015 renforce ainsi les études phylogénétiques suggérant qu'il y a seulement deux domaines, les bactéries et les archées qui forment les deux grandes lignées ancestrales indépendantes.
Pour les systématiciens évolutionnistes, la classification du monde vivant ne devrait pas se fonder uniquement sur des clades mais devrait incorporer le concept de grade évolutif (voir aussi empire et plan d'organisation). De ce point de vue, les archées, procaryotes, se distinguent nettement des eucaryotes, lesquels ont beaucoup évolué avec notamment l'acquisition d'un noyau et, par endosymbiose avec une α-protéobactérie, d'une mitochondrie.

## Évolution des systèmes de classification
| Linné 1735 2 règnes | Haeckel 1866 3 règnes | Chatton 1925, 2 empires | Copeland 1938, 4 règnes | Whittaker 1969 5 règnes | Woese et al. 1977, 6 règnes | Woese et al. 1990 3 domaines | Cavalier-Smith 1993, 2 empires et 8 règnes | Cavalier-Smith 1993, 2 empires et 8 règnes | Cavalier-Smith 1998, 2 empires et 6 règnes | Cavalier-Smith 1998, 2 empires et 6 règnes | Ruggiero et al. 2015, 2 empires et 7 règnes | Ruggiero et al. 2015, 2 empires et 7 règnes | Catalogue of Life 2025 3 domaines et 13 règnes | Catalogue of Life 2025 3 domaines et 13 règnes |
| ------------------- | --------------------- | ----------------------- | ----------------------- | ----------------------- | --------------------------- | ---------------------------- | ------------------------------------------ | ------------------------------------------ | ------------------------------------------ | ------------------------------------------ | ------------------------------------------- | ------------------------------------------- | ---------------------------------------------- | ---------------------------------------------- |
| (non traités)       | Protista              | Prokaryota              | Monera                  | Monera                  | Eubacteria                  | Bacteria                     | P r o k a r y o t a                        | Eubacteria                                 | P r o k a r y o t a                        | Bacteria                                   | P r o k a r y o t a                         | Bacteria                                    | B a c t e r i a                                | Bacillati                                      |
| (non traités)       | Protista              | Prokaryota              | Monera                  | Monera                  | Eubacteria                  | Bacteria                     | P r o k a r y o t a                        | Eubacteria                                 | P r o k a r y o t a                        | Bacteria                                   | P r o k a r y o t a                         | Bacteria                                    | B a c t e r i a                                | Fusobacteriati                                 |
| (non traités)       | Protista              | Prokaryota              | Monera                  | Monera                  | Eubacteria                  | Bacteria                     | P r o k a r y o t a                        | Eubacteria                                 | P r o k a r y o t a                        | Bacteria                                   | P r o k a r y o t a                         | Bacteria                                    | B a c t e r i a                                | Pseudomonadati                                 |
| (non traités)       | Protista              | Prokaryota              | Monera                  | Monera                  | Eubacteria                  | Bacteria                     | P r o k a r y o t a                        | Eubacteria                                 | P r o k a r y o t a                        | Bacteria                                   | P r o k a r y o t a                         | Bacteria                                    | B a c t e r i a                                | Thermotogati                                   |
| (non traités)       | Protista              | Prokaryota              | Monera                  | Monera                  | Archaebacteria              | Archaea                      | P r o k a r y o t a                        | Archaebacteria                             | P r o k a r y o t a                        | Bacteria                                   | P r o k a r y o t a                         | Archaea                                     | A r c h a e a                                  | Methanobacteriati                              |
| (non traités)       | Protista              | Prokaryota              | Monera                  | Monera                  | Archaebacteria              | Archaea                      | P r o k a r y o t a                        | Archaebacteria                             | P r o k a r y o t a                        | Bacteria                                   | P r o k a r y o t a                         | Archaea                                     | A r c h a e a                                  | Nanobdellati                                   |
| (non traités)       | Protista              | Prokaryota              | Monera                  | Monera                  | Archaebacteria              | Archaea                      | P r o k a r y o t a                        | Archaebacteria                             | P r o k a r y o t a                        | Bacteria                                   | P r o k a r y o t a                         | Archaea                                     | A r c h a e a                                  | Promethearchaeati                              |
| (non traités)       | Protista              | Prokaryota              | Monera                  | Monera                  | Archaebacteria              | Archaea                      | P r o k a r y o t a                        | Archaebacteria                             | P r o k a r y o t a                        | Bacteria                                   | P r o k a r y o t a                         | Archaea                                     | A r c h a e a                                  | Thermoproteati                                 |
| (non traités)       | Protista              | Eukaryota               | Protoctista             | Protista                | Protista                    | Eucarya                      | E u k a r y o t a                          | Archezoa                                   | E u k a r y o t a                          | Protozoa                                   | E u k a r y o t a                           | Protozoa                                    | E u k a r y o t a                              | Protozoa                                       |
| (non traités)       | Protista              | Eukaryota               | Protoctista             | Protista                | Protista                    | Eucarya                      | E u k a r y o t a                          | Protozoa                                   | E u k a r y o t a                          | Protozoa                                   | E u k a r y o t a                           | Protozoa                                    | E u k a r y o t a                              | Protozoa                                       |
| (non traités)       | Protista              | Eukaryota               | Protoctista             | Protista                | Protista                    | Eucarya                      | E u k a r y o t a                          | Chromista                                  | E u k a r y o t a                          | Chromista                                  | E u k a r y o t a                           | Chromista                                   | E u k a r y o t a                              |                                                |
| Vegetabilia         | Plantae               | Eukaryota               | Plantae                 | Plantae                 | Plantae                     | Eucarya                      | E u k a r y o t a                          | Chromista                                  | E u k a r y o t a                          | Chromista                                  | E u k a r y o t a                           | Chromista                                   | E u k a r y o t a                              | Chromista                                      |
| Vegetabilia         | Plantae               | Eukaryota               | Plantae                 | Plantae                 | Plantae                     | Eucarya                      | E u k a r y o t a                          | Plantae                                    | E u k a r y o t a                          | Plantae                                    | E u k a r y o t a                           | Plantae                                     | E u k a r y o t a                              | Plantae                                        |
| Vegetabilia         | Plantae               | Eukaryota               | Plantae                 | Fungi                   | Fungi                       | Eucarya                      | E u k a r y o t a                          | Fungi                                      | E u k a r y o t a                          | Fungi                                      | E u k a r y o t a                           | Fungi                                       | E u k a r y o t a                              | Fungi                                          |
| Animalia            | Animalia              | Eukaryota               | Animalia                | Animalia                | Animalia                    | Eucarya                      | E u k a r y o t a                          | Animalia                                   | E u k a r y o t a                          | Animalia                                   | E u k a r y o t a                           | Animalia                                    | E u k a r y o t a                              | Animalia                                       |

## Autres rangs taxonomiques
Les rangs taxonomiques utilisés en systématique linnéenne pour indiquer la hiérarchie entre les taxons nommés dans la classification du monde vivant sont les suivants (par ordre décroissant) :
- Super-règne, Empire, Domaine (Superregnum, Imperium, Dominium)
- Règne (Regnum)
- Sous-règne (Subregnum)
- Rameau (Ramus, « branch » en anglais)
- Infra-règne (Infraregnum)
  - Super-embranchement, Super-division (Superphylum, Superdivisio)
  - Embranchement, Division (Phylum, Divisio)[b]
  - Sous-embranchement, Sous-division (Subphylum, Subdivisio)
  - Infra-embranchement (Infraphylum)
  - Micro-embranchement (Microphylum)
    - Super-classe (Superclassis)
    - Classe (Classis)
    - Sous-classe (Subclassis)
    - Infra-classe (Infraclassis)
      - Super-ordre (Superordo)
      - Ordre (Ordo)
      - Sous-ordre (Subordo)
      - Infra-ordre (Infraordo)
      - Micro-ordre (Microordo)
        - Super-famille (Superfamilia)
        - Famille (Familia)
        - Sous-famille (Subfamilia)
        - Super-tribu (Supertribus)
        - Tribu (Tribus)
        - Sous-tribu (Subtribus)
          - Genre (Genus)
          - Sous-genre (Subgenus)
          - Section (Sectio)
          - Sous-section (Subsectio)
            - Espèce (Species)
            - Sous-espèce (subspecies) – dernier rang zoologique officiel[c]
            - Variété (varietas) – race étant un rang zoologique informel[c]
            - Sous-variété (subvarietas) – sous-race étant un rang zoologique informel[c]
            - Forme (forma) dernier rang en mycologie – forme étant un rang zoologique informel
            - Sous-forme (subforma)